# Check, Please! (webbserie)

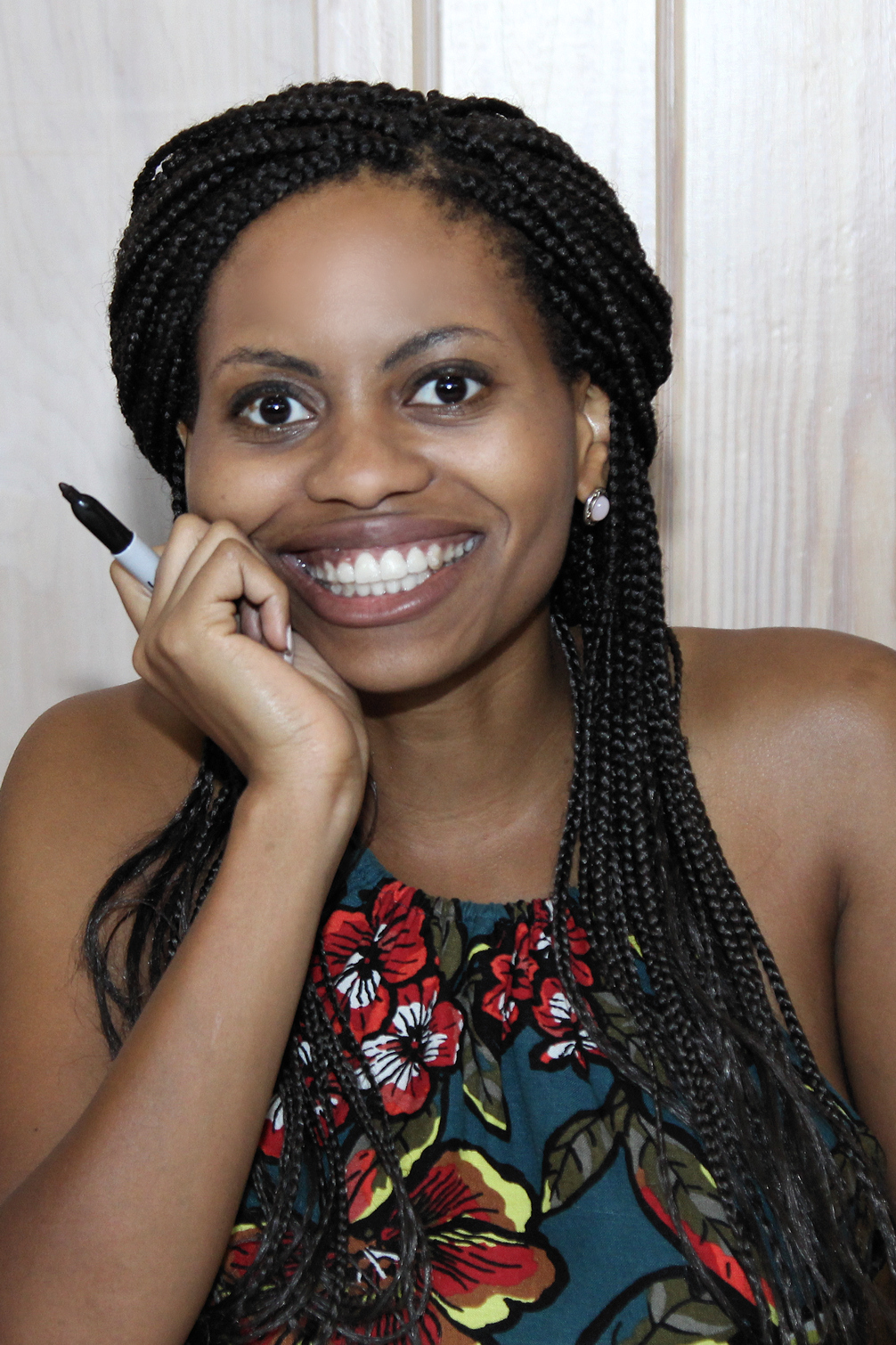
Seriens skapare Ngozi Ukazu vid Texas Teen Book Festival 2018.

Check, Please! är en transmedial webbserie skapad av Ngozi Ukazu 2013 som berättas dels i seriebokformat och via Twitter. Serien följer den homosexuelle vloggaren, amatörkonditorn och före detta konståkaren Eric "Bitty" Bittle som börjar på det fiktiva Samwell University på ett hockeystipendium. Serien följer Eric Bittle på skolan och publicerades initialt i någorlunda realtid, men har efter hand halkat efter. Utöver själva serien driver Ukazu även ett Twitterkonto åt huvudpersonen. Serien är tillgänglig gratis dels via Tumblr och sedan maj 2017 även på en egen hemsida, medan Twitterkontot numera är låst. Ukazu lägger upp utdrag från Twitter på både Tumblr och hemsidan och det går att följa den mot betalning via Patreon.
I juni 2017 tillkännagavs det att Ukazu skrivit på kontrakt för två Check, Please!-serieböcker. Böckerna kommer innehålla Bittys två första år på Samwell (som redan publicerats på seriens Tumblr samt hemsida) samt tidigare outgivet extramaterial. Böckerna beräknades komma ut hösten 2018 och hösten 2019.

## Berättarstil
Ngozi Ukazu både skriver manus och ritar serien själv. Då serien startade på Tumblr, där gränsen för antal bilder en användare kan lägga upp i en bildpost är 10 stycken, består varje uppdatering av tio, eller färre, rutor. Ukazu lägger emellanåt flera rutor i samma bild, men oftast är en bild en serieruta. Själva serien berättas genom Eric Bittles vlog. De flesta uppdateringar börjar med ett kort intro där han vloggar om vad som kommer att hända i följande rutor, antingen genom att berätta att det ska hända eller att det har hänt, och hans berättarröst ligger ofta över själva händelseförloppet.
Huvudberättelsen (Eric Bittles vlogg och hockeykarriär) bryts emellanåt upp av "Hockey Shit with Ransom and Holster" där karaktärerna Justin "Ransom" Oluransi och Adam "Holster" Birkholtz utbildar läsarna i hockeytermer, -regler och så vidare. Till varje uppdatering finns även en metapost där Ukazu diskuterar innehållet i den senaste uppdateringen, svara på frågor från läsare och informerar om kommande uppdateringar. Det refereras också ofta till när och hur serien matchar ihop med Erik Bittles Twitter som tidigt sprang ifrån den tecknade serien i tid.

## Handling
Check, Please! börjar med att Eric Bittle, konståkaren som driver en vlogg om bakning (främst pajer) flyttar från den amerikanska södern till det fiktiva Samwell University för att plugga. För att ha råd att göra det har han kommit in på ett ishockeystipendium, trots att han inte är hockeyspelare. Eric är homosexuell, men bara öppen med det inför sina vloggföljare.
Läsarna får, liksom de som tittar på vloggen, följa Erics liv när han försöker balansera skolgången och idrotten, och i och med det får läsaren lära känna de andra karaktärerna och medlemmarna i hockeylaget: Ransom, Holster, Shitty, Lardo (manager), Chowder, Nursey, Johnson ("The Metaphysical Goalie"), Tango, Whiskey, Ford, och Jack Zimmermann.
Jack Zimmermann är lagkapten och "arvinge till den nordamerikanska hockeytronen" då hans pappa var sin tids bästa hockeyspelare. Han är inte alls imponerad över Erics alla tillkortakommanden som hockeyspelare, men som lagkapten anser han att det är hans ansvar att se till att det inte finns svag länk i laget. Med Jacks (och resten av lagets) hjälp blir Eric en bättre (om än inte bra) hockeyspelare, och lär sig något som han påstår att han skulle ha lärt sig för länge sedan, nämligen att aldrig falla för den straighta killen.

## Bakgrund
Ngozi Ukazu har gått på Savannah College of Art and Design. Hon spelar inte själv ishockey, utan påstår att hon åker skridskor som en nyfödd giraff. Hennes insyn i hur det är att spela hockey och vara del av ett hockeylag säger hon kommer från tre månaders forskning som hon gjorde för ett filmmanus (Hardy) under sitt sista år på Yale University som handlade om en hockeyspelare som blev förälskad i sin bästa kompis. Ukazu säger att Check, Please! var en motreaktion till Hardy som var en väldigt deprimerande berättelse. Eric Bittle blev en motpol till allt det och skapades som ett svar på frågan om någon som Eric skulle kunna överleva i Hardys värld.